# Dennis Priestley
Dennis Priestley (* 16. Juli 1950 in Mexborough) ist ein ehemaliger englischer Dartspieler. Sein Spitzname lautet „The Menace“ nach der bekannten englischen Cartoonfigur Dennis the Menace („Dennis die Nervensäge“).
Er ist für seine auffallend lange Konzentrationsphase vor seinen Würfen bekannt. 2014 beendete er seine Laufbahn bei der PDC.

## Leben
Priestley hat mit seiner Frau Jenny vier Kinder. Er hat auch eine Enkelin. Dennis ist zudem ein großer Fußballfan. Er unterstützt Barnsley und Manchester United.
Im November 2007 wurde bei Priestley Prostatakrebs diagnostiziert und er gab über die PDC eine Erklärung zu seinem Gesundheitszustand ab. So musste er sich wegen Bauchschmerzen vom John McEvoy Darts Classic in Irland zurückziehen. Dies hinderte ihn jedoch nicht daran, seinen Platz bei der Weltmeisterschaft 2008 einzunehmen. Nach einer längeren Behandlungs- und Erholungsphase kehrte Priestley im Mai 2008 zum PDC-Circuit zurück. Er erlangte schnell seine Form zurück und erreichte das Halbfinale der US Open.

## Werdegang
Priestley ist zweifacher Weltmeister (1991 bei der BDO und 1994 bei der PDC). Priestley gilt als einer der herausragendsten Spieler im Dartsport. Nachdem er 1994 die erste PDC-Weltmeisterschaft gewinnen konnte, erreichte er 1996, 1997, 1998 und 2000 weitere vier Mal das Finale der PDC World Darts Championship, wobei er jedoch jedes Mal gegen den sechzehnfachen Weltmeister Phil Taylor verlor.

### Karrierestart
Priestley wurde in Mexborough, Yorkshire, geboren und war ursprünglich Kohlenhändler von Beruf. Er begann erst mit fast 40 Jahren mit dem professionellen Dartsport. Er fiel erstmals 1989 auf, als er das Finale der News of the World Darts Championship erreichte, wobei er vom erfahrenen Dave Whitcombe besiegt wurde. Anschließend erreichte er das Halbfinale des Winmau World Masters 1990 und verlor dort gegen den späteren Sieger Phil Taylor.

### Anschluss an die Weltspitze
Kurz nachdem er Zeitungshändler geworden war, gewann Priestley 1991 die BDO World Championship, schlug dabei Eric Bristow im Finale mit 6:0. Zuvor hatte er den Titelverteidiger Taylor im Viertelfinale und den Sieger von 1988, Bob Anderson, im Halbfinale besiegt. Priestley gewann 1992 die Winmau World Masters und nahm zwischen 1991 und 1993 an vielen BDO Open-Events teil.
Priestley war dann auch Gründungsmitglied des World Darts Council (WDC), die sich 1993 von der British Darts Organisation abspaltete. Infolgedessen wurde Priestley daran gehindert, die Rolle des Kapitäns der englischen Nationalmannschaft wahrzunehmen, die ihm kurz zuvor zuerkannt worden war.
Priestley gewann dann 1994 die erste WDC World Darts Championship. Dieser Leistung fügte er noch weitere Siege in den Jahren 1993 und 1994 hinzu. In der Folge war er viermal Finalist bei der PDC-Weltmeisterschaft, 1996, 1997, 1998 und 2000. Alle vier Finale verlor er gegen Taylor. Priestley war ebenfalls dreimal in Folge beim Finale des World Matchplay unterlegen, 1994 gegen den US-Amerikaner Larry Butler, 1995 gegen Taylor und 1996 gegen Peter Evison.
Zwischen 1991 und 1994 war Priestley der einzige Spieler, der mehr als einen Grand Slam/Major-Titel gewann (er gewann drei), während er auch mehr Top-Profi-Events bei beiden Verbänden als jeder andere Spieler gewann und die Nummer eins der Weltrangliste erreichte.
Priestleys Aufstieg wurde 1995 durch Taylors Weltmeisterschafts- und World Matchplay-Triumphe abrupt beendet. Später in diesem Jahr fuhr er jedoch einen weiteren großen Fernsehtitel ein – die ersten PDC World Pairs, zusammen mit Bristow.
Das Weltmeisterschaftsfinale 1996 gegen Taylor wird oft als eines der besten Matches in der Geschichte der PDC angesehen. Obwohl Priestley 15 180er warf und im Durchschnitt 101,48 im Match erzielte, wurde er von der Taylor mit 4:6 übertrumpft. Im Folgejahr erzielte Priestley 14 180er, hatte ein 10-Dart-Leg und lag bereits mit 2:0 vorne. Wieder war es jedoch vergeblich, da Taylor 6:3 gewann. Taylor beschrieb in seiner Autobiografie, dass Priestley der „beste Spieler“ sei, „dem er je begegnet ist“.

### World Matchplay
Das World Matchplay wurde oft als Priestleys „Bogey“-Event angesehen, da er es nie gewonnen hat, obwohl er in den ersten drei Jahren des Turniers das Finale erreichte. Im Finale von 1994 hatte Priestley einen 7:3-Vorsprung in den Legs gegen Butler und war auf dem Weg zum Sieg, als der Amerikaner sich über eine Ablenkung aus dem Publikum aufregte. Butlers Verhalten schien Auswirkungen auf Priestley zu haben, da Butler acht der nächsten neun Legs gewann und mit 11:8 in Führung ging. Butler gewann schließlich mit 16:12 gewann.
Im folgenden Jahr erlitt Priestley die erste von fünf PDC-Major-Finalniederlagen gegen Taylor und verlor 11:16 in den Legs. Das World Matchplay schien auch 1996 Priestley zu gewinnen, als der haushohe Favorit Taylor von Peter Evison geschlagen wurde. Evison spielte jedoch ein hervorragendes Niveau, sodass sich Priestley in einem dramatischen Finale mit 16:14 geschlagen geben musste. Priestley erreichte auch 1999 das Halbfinale des Events, verlor aber gegen den späteren Sieger Rod Harrington mit 10:17, wobei Priestley während des Spiels einen Dart auf Doppel 18 verpasste, was ihm ein Neun-Dart-Finish und einen Preis von 25.000 £ eingebracht hätte. Nach einigen schwächeren Jahren bestritt Priestley einige spannende Blackpool-Begegnungen gegen Taylor. Auf seine 13:15-Niederlage gegen Taylor in der zweiten Runde des World Matchplay 2005 folgte eine 13:16-Niederlage gegen Taylor im Viertelfinale im folgenden Jahr, und das Turnier von 2008 endete mit einer 8:17-Halbfinalniederlage.
Obwohl Priestley im Laufe der Jahre eine Reihe von Ranglisten-Events gewonnen hat, die nicht im Fernsehen übertragen wurden, hatte er auf der großen Bühne oft unterdurchschnittlich abgeschnitten. Diese schwachen Leistungen spiegelten sich auch in einigen frühen Niederlagen bei der Weltmeisterschaft wider. Tatsächlich stand Priestley 2003 kurz davor, mit dem Dartsport aufzuhören, weil er unzufrieden mit seiner Form in den letzten Jahren war und Probleme mit seinem Sehvermögen hatte. Nach dem Duell beim World Matchplay gegen Taylor kehrte er 2005 zu besserer Form zurück. In diesem Jahr erreichte er beim World Grand Prix in Dublin sein erstes großes Halbfinale seit fünf Jahren. Priestley wiederholte dieses Kunststück im folgenden Jahr und beendete 2006 mit einem Platz unter den ersten drei der Rangliste hinter Taylor und Colin Lloyd.

### Karriereausklang
Im Januar 2007 gab Priestley sein Debüt in der Premier League Darts, dem angesehenen Dartwettbewerb, bei dem acht der besten Spieler der PDC-Szene in einem Ligaformat gegeneinander antraten, wobei Spiele in ganz Großbritannien an verschiedenen Orten ausgetragen wurden. Priestley eroberte das Turnier in den ersten Wochen im Sturm und ergänzte die Siege über Roland Scholten und Adrian Lewis mit einem Remis gegen Taylor und hart erkämpften Siegen über Terry Jenkins, Colin Lloyd und Raymond van Barneveld. Obwohl er diese Form nicht halten konnte, erwies sich Priestleys guter Start als ausreichend, um ihm einen Platz im Halbfinale zu sichern. Wieder einmal verlor er jedoch tapfer mit 6:11 gegen den späteren Sieger Taylor. Im Februar 2007 gewann er das UK Open South-West Regional Turnier und schlug James Wade dabei im Finale. Priestleys Form verschlechterte sich später im Jahr 2007, wobei dies stark von seinem Kampf gegen Prostatakrebs überschattet wurde.
Priestley konnte sich 2009 nicht für den Grand Slam of Darts qualifizieren, gewann aber die US Open. Taylor entschied sich dafür, nicht an der Veranstaltung teilzunehmen. Priestley schied bei der PDC-Weltmeisterschaft 2010 in der ersten Runde aus, nachdem er gegen Kevin McDine mit 3:2 verloren hatte.
Er schied bei der PDC-Weltmeisterschaft 2011 in der zweiten Runde des Turniers, nachdem er gegen Gary Anderson mit 4:2 verloren hatte, aus. In der Saison 2011 verlor Priestley zudem seinen Platz unter den Top 32 des PDC Order of Merit, was bedeutete, dass er versuchen musste, sich über das PDPA-Qualifikationsturnier für die Weltmeisterschaft zu qualifizieren. Dort wurde er im Viertelfinale mit 5:4 von Joe Cullen knapp geschlagen, nachdem er in diesem Match bereits eine 4:0-Führung innehatte. Dies bedeutete, dass Priestley zum ersten Mal seit 20 Jahren nicht an der Weltmeisterschaft teilnehmen würde, obwohl er in den vergangenen Monaten in der Championship League Darts immer noch eine gute Form gezeigt hatte.
2012 qualifizierte sich Priestley für die UK Open 2012, wo er im Achtelfinale gegen den späteren Sieger Robert Thornton verlor. Er qualifizierte sich auch für sein erstes European Tour Event, die Dutch Darts Masters, und wurde in der ersten Runde von Andy Smith mit 3:6 gestoppt. Im November erreichte Priestley das Finale des Players Championship-Turniers Nr. 17 in Crawley, wobei er von Simon Whitlock mit 2:6 besiegt wurde, nachdem er im Halbfinale einen formstarken Michael van Gerwen mit 6:1 schlagen konnte, obwohl sein Gegner im Durchschnitt 105 Punkte hatte. Sein Lauf bis ins Finale und seine aufeinanderfolgenden Niederlagen im Viertelfinale bei den letzten beiden Events sicherten ihm die Qualifikation für die Weltmeisterschaft im Dezember durch den ProTour Order of Merit.
Er spielte dort gegen Ronnie Baxter in der ersten Runde und verlor 1:3. Priestley nahm 2013 nur an einer Handvoll Events teil und sein bestes Ergebnis erzielte er im Mai bei der dritten Players Championship, wo er im Viertelfinale gegen Robert Thornton mit 6:2 verlor. Trotzdem hatte er noch eine Tourkarte für 2014, da er zu Beginn der Saison die Nummer 51 der Welt und damit unter den Top 64 war. Anfang 2015 gab Priestley bekannt, dass er sich aus dem professionellen Dartsport zurückziehe, aber weiterhin an Show-Veranstaltungen teilnehmen werde.

## Weltmeisterschaftsresultate

### BDO
- 1991: Sieger (6:0-Sieg gegen  Eric Bristow)
- 1992: 2. Runde (2:3-Niederlage gegen  Alan Warriner-Little)
- 1993: 2. Runde (1:3-Niederlage gegen  Steve Beaton)

### PDC
- 1994: Sieger (6:1-Sieg gegen  Phil Taylor)
- 1995: Gruppenphase (0:3-Niederlage gegen  John Lowe, 3:2-Sieg gegen  Jocky Wilson)
- 1996: Finale (4:6-Niederlage gegen  Phil Taylor)
- 1997: Finale (3:6-Niederlage gegen  Phil Taylor)
- 1998: Finale (0:6-Niederlage gegen  Phil Taylor)
- 1999: 1. Runde (0:3-Niederlage gegen  John Ferrell)
- 2000: Finale (3:7-Niederlage gegen  Phil Taylor)
- 2001: 1. Runde (2:3-Niederlage gegen  Keith Deller)
- 2002: Viertelfinale (2:6-Niederlage gegen  Dave Askew)
- 2003: 2. Runde (1:4-Niederlage gegen  Dennis Smith)
- 2004: Achtelfinale (1:4-Niederlage gegen  Phil Taylor)
- 2005: Achtelfinale (0:4-Niederlage gegen  Phil Taylor)
- 2006: 2. Runde (2:4-Niederlage gegen  Adrian Lewis)
- 2007: 3. Runde (1:4-Niederlage gegen  Andy Hamilton)
- 2008: 1. Runde (1:3-Niederlage gegen  Steve Maish)
- 2009: 3. Runde (2:4-Niederlage gegen  Paul Nicholson)
- 2010: 1. Runde (2:3-Niederlage gegen  Kevin McDine)
- 2011: 2. Runde (2:4-Niederlage gegen  Gary Anderson)
- 2013: 1. Runde (1:3-Niederlage gegen  Ronnie Baxter)

## Turnierergebnisse
| Turnier                                    | 1989                       | 1990                       | 1991                       | 1992                       | 1993                           | 1994                           | 1995                           | 1996                           | 1997                           | 1998                           | 1999                           | 2000                           | 2001                           | 2002                           | 2003                           | 2004                           | 2005                           | 2006                           | 2007                           | 2008                           | 2009                           | 2010                           | 2011                           | 2012                           | 2013                           |
| ------------------------------------------ | -------------------------- | -------------------------- | -------------------------- | -------------------------- | ------------------------------ | ------------------------------ | ------------------------------ | ------------------------------ | ------------------------------ | ------------------------------ | ------------------------------ | ------------------------------ | ------------------------------ | ------------------------------ | ------------------------------ | ------------------------------ | ------------------------------ | ------------------------------ | ------------------------------ | ------------------------------ | ------------------------------ | ------------------------------ | ------------------------------ | ------------------------------ | ------------------------------ |
| BDO-Major-Turniere                         |                            |                            |                            |                            |                                |                                |                                |                                |                                |                                |                                |                                |                                |                                |                                |                                |                                |                                |                                |                                |                                |                                |                                |                                |                                |
| Weltmeisterschaft                          | n/q                        | n/q                        | S                          | AF                         | AF                             | nicht teilgenommen             | nicht teilgenommen             | nicht teilgenommen             | nicht teilgenommen             | nicht teilgenommen             | nicht teilgenommen             | nicht teilgenommen             | nicht teilgenommen             | nicht teilgenommen             | nicht teilgenommen             | nicht teilgenommen             | nicht teilgenommen             | nicht teilgenommen             | nicht teilgenommen             | nicht teilgenommen             | nicht teilgenommen             | nicht teilgenommen             | nicht teilgenommen             | nicht teilgenommen             | nicht teilgenommen             |
| World Masters                              | n/q                        | HF                         | AF                         | S                          | nicht teilgenommen             | nicht teilgenommen             | nicht teilgenommen             | nicht teilgenommen             | nicht teilgenommen             | nicht teilgenommen             | nicht teilgenommen             | nicht teilgenommen             | nicht teilgenommen             | nicht teilgenommen             | nicht teilgenommen             | nicht teilgenommen             | nicht teilgenommen             | nicht teilgenommen             | nicht teilgenommen             | nicht teilgenommen             | nicht teilgenommen             | nicht teilgenommen             | nicht teilgenommen             | nicht teilgenommen             | nicht teilgenommen             |
| WDF-Platin-/Major-Turniere                 |                            |                            |                            |                            |                                |                                |                                |                                |                                |                                |                                |                                |                                |                                |                                |                                |                                |                                |                                |                                |                                |                                |                                |                                |                                |
| International League                       | nicht ausgetragen          | nicht ausgetragen          | nicht ausgetragen          | nicht ausgetragen          | nicht ausgetragen              | nicht ausgetragen              | nicht ausgetragen              | nicht ausgetragen              | nicht ausgetragen              | nicht ausgetragen              | nicht ausgetragen              | nicht ausgetragen              | nicht ausgetragen              | nicht ausgetragen              | nicht teilgenommen             | nicht teilgenommen             | nicht teilgenommen             | nicht teilgenommen             | GP                             | nicht teilgenommen             | nicht teilgenommen             | nicht teilgenommen             | nicht teilgenommen             | nicht teilgenommen             | nicht teilgenommen             |
| News of the World Ch'ship                  | F                          | n/q                        | nicht ausgetragen          | nicht ausgetragen          | nicht ausgetragen              | nicht ausgetragen              | nicht ausgetragen              | nicht ausgetragen              | n/q                            | nicht ausgetragen              | nicht ausgetragen              | nicht ausgetragen              | nicht ausgetragen              | nicht ausgetragen              | nicht ausgetragen              | nicht ausgetragen              | nicht ausgetragen              | nicht ausgetragen              | nicht ausgetragen              | nicht ausgetragen              | nicht ausgetragen              | nicht ausgetragen              | nicht ausgetragen              | nicht ausgetragen              | nicht ausgetragen              |
| World Trophy                               | nicht ausgetragen          | nicht ausgetragen          | nicht ausgetragen          | nicht ausgetragen          | nicht ausgetragen              | nicht ausgetragen              | nicht ausgetragen              | nicht ausgetragen              | nicht ausgetragen              | nicht ausgetragen              | nicht ausgetragen              | nicht ausgetragen              | nicht ausgetragen              | nicht teilgenommen             | nicht teilgenommen             | nicht teilgenommen             | nicht teilgenommen             | nicht teilgenommen             | AF                             | nicht teilgenommen             | nicht teilgenommen             | nicht teilgenommen             | nicht teilgenommen             | nicht teilgenommen             | nicht teilgenommen             |
| PDC-Ranking-Turniere                       |                            |                            |                            |                            |                                |                                |                                |                                |                                |                                |                                |                                |                                |                                |                                |                                |                                |                                |                                |                                |                                |                                |                                |                                |                                |
| Weltmeisterschaft                          | nicht ausgetragen          | nicht ausgetragen          | nicht ausgetragen          | nicht ausgetragen          | nicht ausgetragen              | S                              | GP                             | F                              | F                              | F                              | 1R                             | F                              | 1R                             | VF                             | 2R                             | AF                             | AF                             | VF                             | AF                             | 1R                             | AF                             | 1R                             | 2R                             | n/q                            | 1R                             |
| UK Open                                    | nicht ausgetragen          | nicht ausgetragen          | nicht ausgetragen          | nicht ausgetragen          | nicht ausgetragen              | nicht ausgetragen              | nicht ausgetragen              | nicht ausgetragen              | nicht ausgetragen              | nicht ausgetragen              | nicht ausgetragen              | nicht ausgetragen              | nicht ausgetragen              | nicht ausgetragen              | AF                             | AF                             | 4R                             | 4R                             | AF                             | 3R                             | AF                             | 3R                             | 4R                             | AF                             | n/q                            |
| Desert Classic                             | nicht ausgetragen          | nicht ausgetragen          | nicht ausgetragen          | nicht ausgetragen          | nicht ausgetragen              | nicht ausgetragen              | nicht ausgetragen              | nicht ausgetragen              | nicht ausgetragen              | nicht ausgetragen              | nicht ausgetragen              | nicht ausgetragen              | nicht ausgetragen              | AF                             | GP                             | AF                             | n/q                            | VF                             | 1R                             | AF                             | AF                             | nicht ausgetragen              | nicht ausgetragen              | nicht ausgetragen              | nicht ausgetragen              |
| World Matchplay                            | nicht ausgetragen          | nicht ausgetragen          | nicht ausgetragen          | nicht ausgetragen          | nicht ausgetragen              | F                              | F                              | F                              | VF                             | 1R                             | HF                             | AF                             | AF                             | 1R                             | 1R                             | AF                             | AF                             | VF                             | AF                             | HF                             | 1R                             | 1R                             | nicht qualifiziert             | nicht qualifiziert             | nicht qualifiziert             |
| World Grand Prix                           | nicht ausgetragen          | nicht ausgetragen          | nicht ausgetragen          | nicht ausgetragen          | nicht ausgetragen              | nicht ausgetragen              | nicht ausgetragen              | nicht ausgetragen              | nicht ausgetragen              | VF                             | VF                             | HF                             | 1R                             | 1R                             | AF                             | AF                             | HF                             | HF                             | 1R                             | VF                             | AF                             | 1R                             | nicht qualifiziert             | nicht qualifiziert             | nicht qualifiziert             |
| European Championship                      | nicht ausgetragen          | nicht ausgetragen          | nicht ausgetragen          | nicht ausgetragen          | nicht ausgetragen              | nicht ausgetragen              | nicht ausgetragen              | nicht ausgetragen              | nicht ausgetragen              | nicht ausgetragen              | nicht ausgetragen              | nicht ausgetragen              | nicht ausgetragen              | nicht ausgetragen              | nicht ausgetragen              | nicht ausgetragen              | nicht ausgetragen              | nicht ausgetragen              | nicht ausgetragen              | AF                             | 1R                             | 1R                             | nicht qualifiziert             | nicht qualifiziert             | nicht qualifiziert             |
| Players Championship Finals                | nicht ausgetragen          | nicht ausgetragen          | nicht ausgetragen          | nicht ausgetragen          | nicht ausgetragen              | nicht ausgetragen              | nicht ausgetragen              | nicht ausgetragen              | nicht ausgetragen              | nicht ausgetragen              | nicht ausgetragen              | nicht ausgetragen              | nicht ausgetragen              | nicht ausgetragen              | nicht ausgetragen              | nicht ausgetragen              | nicht ausgetragen              | nicht ausgetragen              | nicht ausgetragen              | nicht ausgetragen              | VF                             | 1R                             | AF                             | n/q                            | n/q                            |
| PDC-Turniere ohne Einfluss auf das Ranking |                            |                            |                            |                            |                                |                                |                                |                                |                                |                                |                                |                                |                                |                                |                                |                                |                                |                                |                                |                                |                                |                                |                                |                                |                                |
| Premier League                             | nicht ausgetragen          | nicht ausgetragen          | nicht ausgetragen          | nicht ausgetragen          | nicht ausgetragen              | nicht ausgetragen              | nicht ausgetragen              | nicht ausgetragen              | nicht ausgetragen              | nicht ausgetragen              | nicht ausgetragen              | nicht ausgetragen              | nicht ausgetragen              | nicht ausgetragen              | nicht ausgetragen              | nicht ausgetragen              | n/t                            | n/t                            | HF                             | nicht eingeladen               | nicht eingeladen               | nicht eingeladen               | nicht eingeladen               | nicht eingeladen               | nicht eingeladen               |
| US Open                                    | nicht ausgetragen          | nicht ausgetragen          | nicht ausgetragen          | nicht ausgetragen          | nicht ausgetragen              | nicht ausgetragen              | nicht ausgetragen              | nicht ausgetragen              | nicht ausgetragen              | nicht ausgetragen              | nicht ausgetragen              | nicht ausgetragen              | nicht ausgetragen              | nicht ausgetragen              | nicht ausgetragen              | nicht ausgetragen              | nicht ausgetragen              | HF                             | AF                             | AF                             | nicht ausgetragen              | nicht ausgetragen              | nicht ausgetragen              | nicht ausgetragen              | nicht ausgetragen              |
| Championship League                        | nicht ausgetragen          | nicht ausgetragen          | nicht ausgetragen          | nicht ausgetragen          | nicht ausgetragen              | nicht ausgetragen              | nicht ausgetragen              | nicht ausgetragen              | nicht ausgetragen              | nicht ausgetragen              | nicht ausgetragen              | nicht ausgetragen              | nicht ausgetragen              | nicht ausgetragen              | nicht ausgetragen              | nicht ausgetragen              | nicht ausgetragen              | nicht ausgetragen              | nicht ausgetragen              | GP                             | GP                             | GP                             | 7.                             | n/t                            | n/t                            |
| Grand Slam                                 | nicht ausgetragen          | nicht ausgetragen          | nicht ausgetragen          | nicht ausgetragen          | nicht ausgetragen              | nicht ausgetragen              | nicht ausgetragen              | nicht ausgetragen              | nicht ausgetragen              | nicht ausgetragen              | nicht ausgetragen              | nicht ausgetragen              | nicht ausgetragen              | nicht ausgetragen              | nicht ausgetragen              | nicht ausgetragen              | nicht ausgetragen              | nicht ausgetragen              | GP                             | nicht qualifiziert             | nicht qualifiziert             | nicht qualifiziert             | nicht qualifiziert             | n/t                            | n/t                            |
| Karrierestatistiken                        |                            |                            |                            |                            |                                |                                |                                |                                |                                |                                |                                |                                |                                |                                |                                |                                |                                |                                |                                |                                |                                |                                |                                |                                |                                |
| Platzierung am Jahresende                  | unbekannt                  | unbekannt                  | 3                          | 1                          | 1                              | 1                              | 3                              | 1                              | 2                              | 7                              | 5                              | 5                              | 14                             | ?                              | 16                             | 15                             | 13                             | 3                              | 9                              | 11                             | 9                              | 22                             | 34                             | 44                             | 55                             |
| Verband                                    | British Darts Organisation | British Darts Organisation | British Darts Organisation | British Darts Organisation | Professional Darts Corporation | Professional Darts Corporation | Professional Darts Corporation | Professional Darts Corporation | Professional Darts Corporation | Professional Darts Corporation | Professional Darts Corporation | Professional Darts Corporation | Professional Darts Corporation | Professional Darts Corporation | Professional Darts Corporation | Professional Darts Corporation | Professional Darts Corporation | Professional Darts Corporation | Professional Darts Corporation | Professional Darts Corporation | Professional Darts Corporation | Professional Darts Corporation | Professional Darts Corporation | Professional Darts Corporation | Professional Darts Corporation |

| Legende zu den Turnierergebnissen | Legende zu den Turnierergebnissen | Legende zu den Turnierergebnissen | Legende zu den Turnierergebnissen | Legende zu den Turnierergebnissen | Legende zu den Turnierergebnissen | Legende zu den Turnierergebnissen | Legende zu den Turnierergebnissen | Legende zu den Turnierergebnissen | Legende zu den Turnierergebnissen |
| --------------------------------- | --------------------------------- | --------------------------------- | --------------------------------- | --------------------------------- | --------------------------------- | --------------------------------- | --------------------------------- | --------------------------------- | --------------------------------- |
| n/t                               | nicht teilgenommen                | n/q                               | nicht qualifiziert                | n/a                               | nicht ausgetragen                 | #R                                | Aus in jeweiliger Runde           | GP                                | Aus in der Gruppenphase           |
| AF                                | Achtelfinalist                    | VF                                | Viertelfinalist                   | HF                                | Halbfinalist                      | F                                 | Turnierfinalist                   | S                                 | Turniersieger                     |

## Titel

### BDO
- Majors
  - BDO World Darts Championship: (1) 1991
  - World Masters: (1) 1992

### PDC
- Majors
  - PDC World Darts Championship: (1) 1994
  - US Open: (1) 2009
- Pro Tour
  - Players Championships:
    - Players Championships 2006: 1
    - Players Championships 2008: 12, 16, 25
    - Players Championships 2009: 7, 21
    - Players Championships 2010: 22

  - UK Open Qualifiers:
    - UK Open Qualifiers 2006/07: 5
- Weitere
  - 1993: PDC UK Matchplay
  - 1994: PDC UK Matchplay, Antwerp Open
  - 1995: Antwerp Open, PDC World Pairs
  - 1996: Golden Harvest North American Cup, Gem City Open
  - 2003: Le Skratch Montreal Open
  - 2005: Le Skratch Montreal Open
  - 2006: Vauxhall Spring Pro